# رودريق
رودريق (بالبرتغالية: Rodrigo José Queiroz Chagas‏) (19 مارس 1973 بريو دي جانيرو في البرازيل - ) هو لاعب كرة قدم برازيلي في مركز الدفاع. شارك مع منتخب البرازيل لكرة القدم. أما مع النوادي، فقد لعب مع باير 04 ليفركوزن ونادي بونتي بريتا ونادي سبورت ريسيفه ونادي فيتوريا ونادي كروزيرو ونادي كورينثيانز ونادي سي آر بي ونادي بايساندو ‏ وأونياو ساو جواو ‏.

## روابط خارجية
- رودريق على موقع قاعدة بيانات كرة القدم.إي يو (الإنجليزية)
- رودريق على موقع ناشيونال فوتبول تيمز (الإنجليزية)
- رودريق على موقع عالم كرة القدم.نت (الإنجليزية)